# Xpressair
Xpressair (Travel Express Air Services PT) es una aerolínea con base en Indonesia que vuela a muchos destinos en Asia. La mayoría de sus vuelos son principalmente a la región Sur/Sureste de Asia, dado que cuenta con diversas bases en la región.

## Destinos
Xpressair vuela a once ciudades de Indonesia:
- - Ambon (Aeropuerto Pattimura)
  - Fakfak (Aeropuerto Torea)
  - Yakarta (Aeropuerto Internacional Soekarno-Hatta) Hub
  - Jayapura (Aeropuerto Sentani)
  - Kaimana (Aeropuerto de Kaimana)
  - Makassar (Aeropuerto Internacional Sultan Hasanuddin) Hub
  - Manado (Aeropuerto Internacional Sam Ratulangi)
  - Nabire (Aeropuerto de Nabire)
  - Sorong (Aeropuerto de Sorong) / Aeropuerto Jeffman
  - Tanah Merah
  - Ternate (Aeropuerto Babullah)
- - Bangkok (Aeropuerto Suvarnabhumi)

## Flota Histórica
La aerolínea durante su existencia operó las siguientes aeronaves:

## Incidentes
El 6 de noviembre de 2008, el Dornier 328 que estuvo en servicio sólo seis semanas con Xpress Air, se estrelló cuando aterrizaba en el Aeropuerto Fakfak. Todas las personas que viajaban a bordo sobrevivieron.